# Avanti ragazzi di Buda
Avanti ragazzi di Buda è una canzone antisovietica italiana, scritta da Pier Francesco Pingitore nel 1966 e musicata da Dimitri Gribanovski. La canzone, che fa riferimento allo scatenarsi della rivoluzione ungherese del 1956 e alla sua conseguente repressione da parte dell'Unione Sovietica, si è diffusa ed è ancora oggi molto conosciuta negli ambienti della destra italiana.

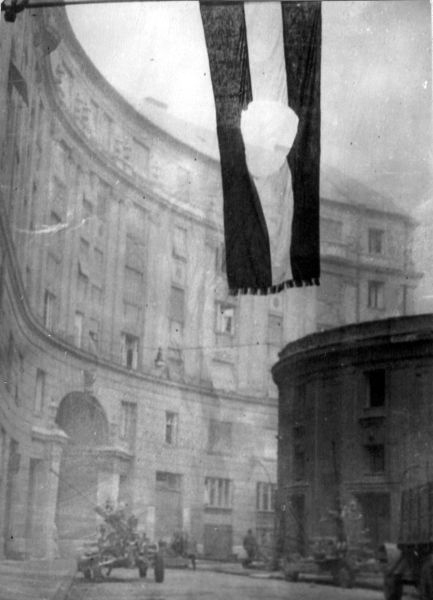
Bandiera ungherese a cui è stato rimosso l’emblema comunista.

## Storia
Avanti ragazzi di Buda,

avanti ragazzi di Pest,

studenti, braccianti, operai

il sole non sorge più ad Est!

Abbiamo vegliato le notti

le notti di cento e più mesi,

per l'alba radiosa di ottobre,

quell'alba dei giovani ungheresi.

Ricordo tu avevi un moschetto

su, portalo in piazza, ti aspetto,

nascosta tra i libri di scuola

anch’io porterò una pistola.

Sei giorni, sei notti di gloria

durò questa nostra vittoria;

al settimo sono arrivati

i russi con i carri armati.

I carri ci schiaccian le ossa,

nessuno ci viene in aiuto.

Il mondo è rimasto a guardare,

Sull’orlo della fossa seduto.

Ragazza non dire a mia madre

che io morirò questa sera;

ma dille che vado in montagna

e che tornerò in primavera.

Camerati il plotone già avanza,

già cadono il primo e il secondo

finita è la nostra speranza,

sepolto l'onore del mondo.

Camerata riponi il fucile

torneranno a cantare le fonti

quel giorno serrate le file

e noi torneremo dai monti.

Avanti ragazzi di Buda,

avanti ragazzi di Pest

studenti, braccianti e operai,

il sole non sorge più ad Est

Avanti ragazzi di Buda,

avanti ragazzi di Pest,

studenti, braccianti, operai

il sole non sorge più ad Est!
Avanti ragazzi di Buda venne scritta nell'ottobre 1966 da Pier Francesco Pingitore, in occasione del decimo anniversario della rivoluzione ungherese del 1956 e in risposta, a suo dire, al silenzio istituzionale sull'avvenimento. La canzone, musicata da Dimitri Gribanovski ed inizialmente interpretata da Pino Caruso, godette fin da subito di un grande successo all'interno del neonato Bagaglino, per poi diffondersi soprattutto negli ambienti universitari romani. 

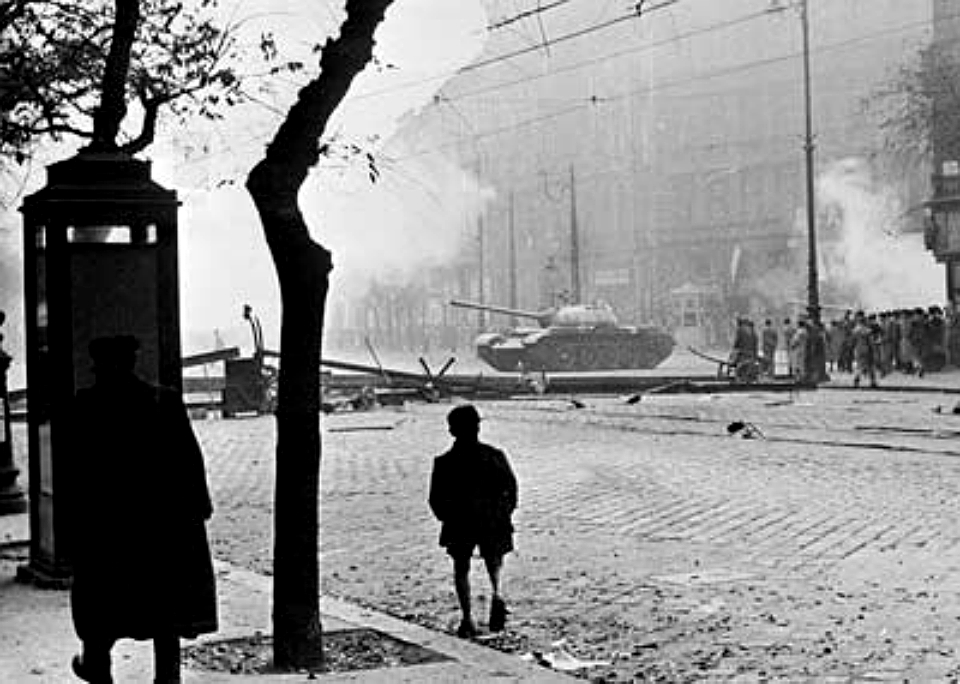
Carro armato sovietico a Budapest, durante la repressione del 1956.

La sua prima incisione risale al 1984 ad opera del Fronte della Gioventù di Trieste.

## Successo e diffusione

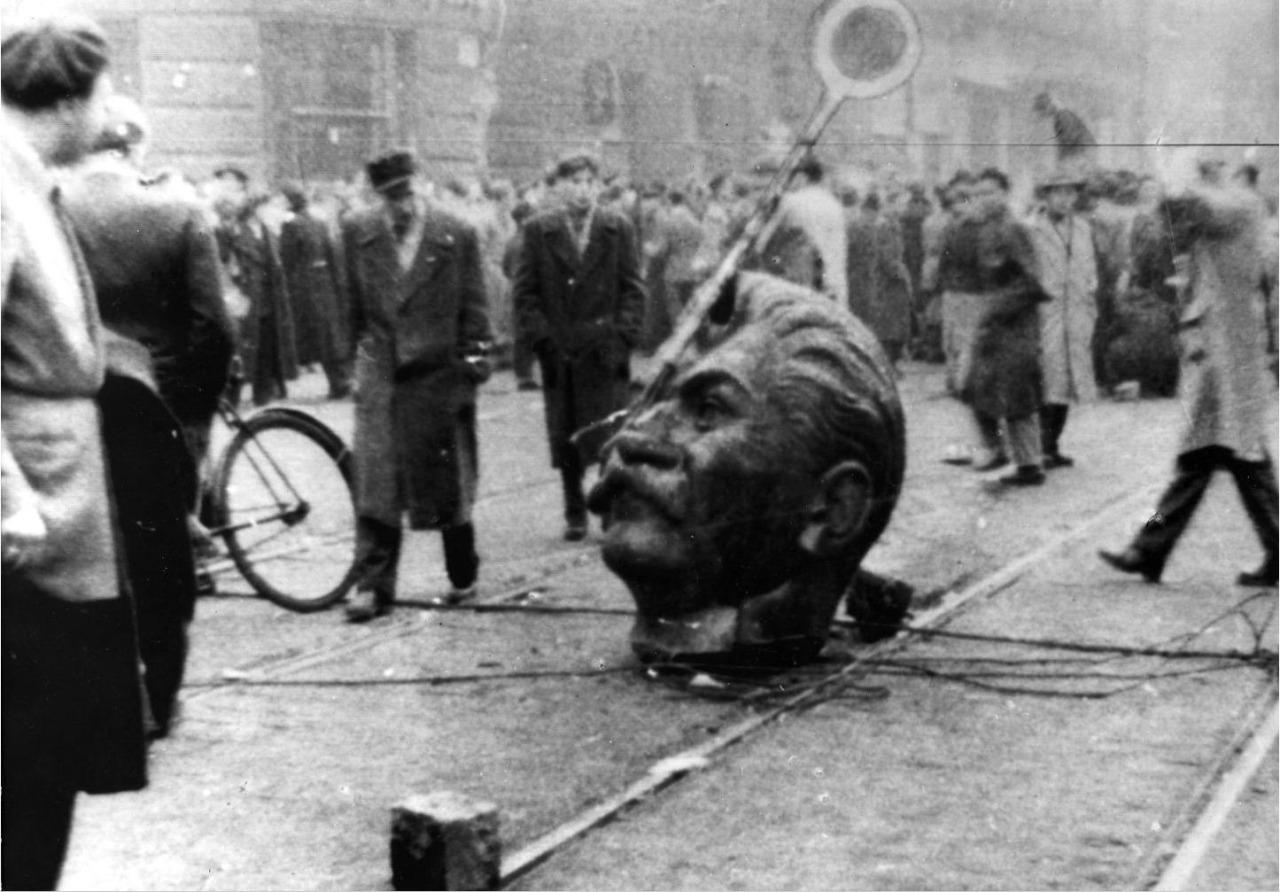
Monumento a Stalin distrutto dai manifestanti.

Avanti ragazzi di Buda è conosciuta anche in Ungheria con il nome Előre budai srácok e ne è stata prodotta una versione parzialmente in lingua magiara. Nel settembre 2019 il premier ungherese Viktor Orbán, ospite della manifestazione di Fratelli d'Italia Atreju, ha definito la canzone "la più bella mai composta sulla rivoluzione del 1956".
La canzone è inoltre spesso intonata come coro da stadio dalla componente di ultras connotati a destra delle curve di Lazio, Ascoli, Inter, Hellas Verona, Triestina, mentre quelli della Fiorentina l'hanno reinterpretata con il seguente testo:
Anche i tifosi del Verona l’hanno reinterpretata:
”avanti ragazzi dell’hellas, avanti ragazzi schedati, in tutti gli stadi segnalati, per sempre a tifare giallo blu.”
Il 23 ottobre 2020, anniversario della rivoluzione, Pingitore è stato premiato con la Gran croce dell'Ordine al merito della Repubblica ungherese per aver scritto il brano.